# Вулкан на Севергин
Вулканът на Севергин (Харимкотан, Арамкутан, Харюмикотан, Каримкотан) е сложен, активен стратовулкан на остров Харимкотан, част от Северните Курилски острови. Често вулканът се нарича с името на острова. Административно попада в Сахалинска област на Русия. Носи името на руския химик, минералог и геолог, академик Василий Севергин.

## Описание
Остров Харимкотан е с размери 8 на 12 km и е зает изцяло от Вулкана на Севергин. Над водното ниво се издигат само 25% от вулканичния масив. Представлява правилен конус с височина 1157 m. Съставен е от наслоени андезитови и базалтови породи. Лавата, характерна за него, съдържа голямо количество андезит. Склоновете са осеяни със застинали лавови потоци и вулканична пепел.
В своето геоложко минало вулканът е претърпял няколко сривания на склона и е създал опустошителни лавини от отломки. Вследствие на това калдерата му се пресича от две подковообразно извити понижения с посока изток и северозапад. Достигайки брега, отломките, издълбани от тях и свлечени надолу, образуват два големи, широки полуострова. Доказателства за допълнително сриване на склона се отчитат и в морските скали край острова. При плинианското изригване от 1933 г. се формира лавов купол, който днес почти запълва площта на източния кратер.

## Активност
Вулканична активност е отчетена през годините 1713 (ВЕИ=3), 1846 (ВЕИ=2), 1848 (ВЕИ=2), 1883 (ВЕИ=3), септември 1931 (ВЕИ=1), от 8 януари да 14 април 1933 (ВЕИ=5). Днес се наблюдава само слаба фумаролна активност.
Изригването през 1933 г. е от плиниански тип и е едно от най-силните на Курилските острови. Силният взрив разрушава част от върха на вулканичния конус, който преди това е бил висок 1213 m. Лавината от отломки издълбава склона, достига до брега и предизвиква цунами. То достига до островите Онекотан и Парамушир и убива двама души.

## Флора и фауна
Стръмните склонове на вулкана са голи, само в ерозионните бразди и в подножието му има каменни сипеи, обрасли с лишеи и рядка, висока трева с ядливи корени. В ниските части растат къпини, сладък пащърнак, див чесън и много диви ягоди. Понякога се срещат единични върби и елша. Във водата около него растат кафявите водорасли ламинарии, стигащи на разстояние 0,5 km от острова, а при южния риф – до 1,85 km.
Главни обитатели на крайбрежието на вулкана са многочислените тюлени, от които множеството са от вида обикновен тюлен, но има и малко количество от ушатия тюлен сивуч. Бозайниците са представени от лисици и дребни гризачи, а птиците – основно от гъски, патици и лебеди. Рядко се среща и хвойнов дрозд.